# Plana (eina)

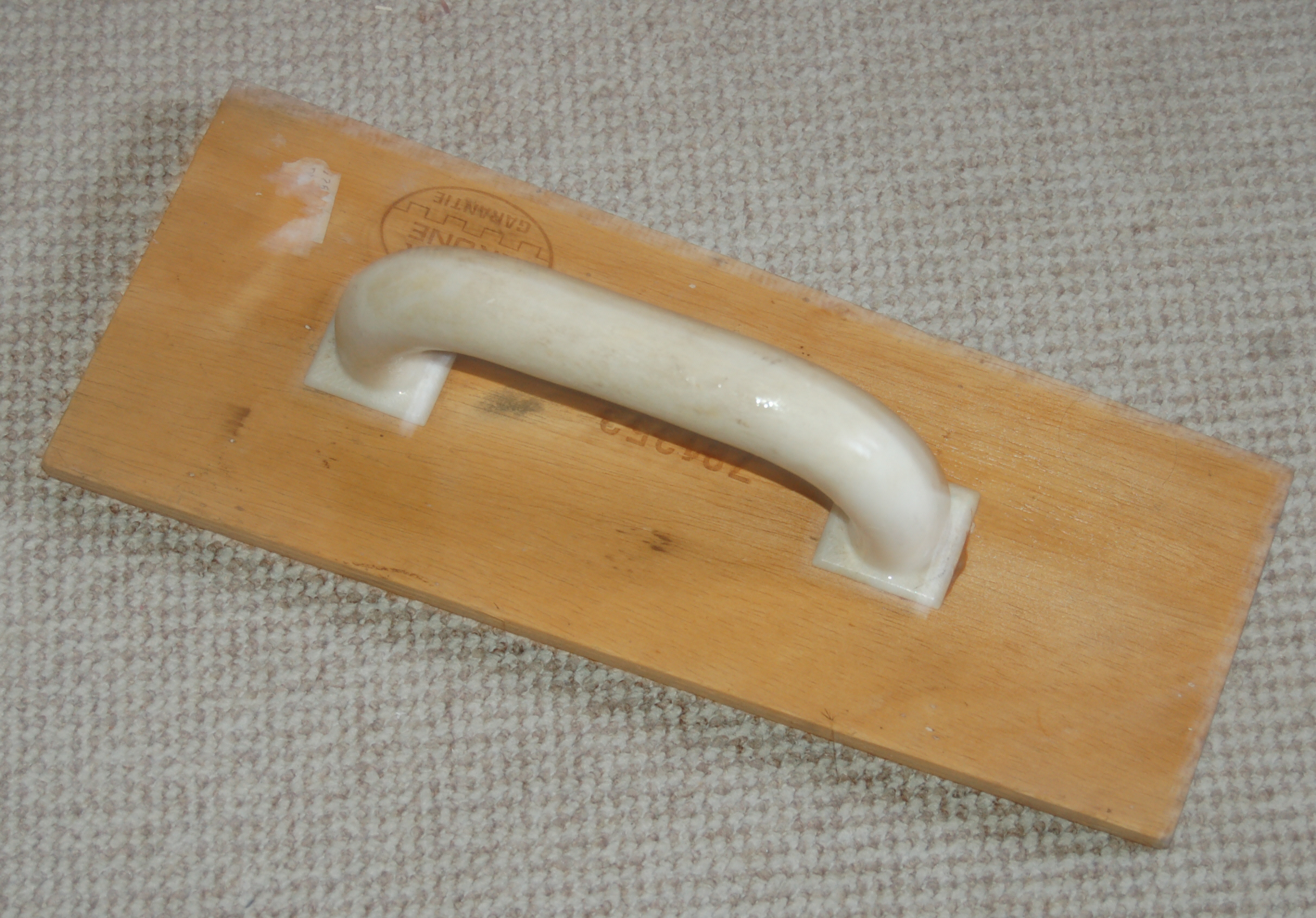
Plana de fusta.

La plana, remolinador, remolinadora o broquer és una eina utilitzada en la construcció, en l'ofici de paleta formada per una placa, superfície plana llisa (metàl·lica, de plàstic o de fusta) d'aproximadament 20 centímetres per 30, proveïda d'una ansa, empunyadura o maneta. Segons la forma de la superfície plana n'hi ha de diversos tipus, dentada, rodona...
La plana serveix d'una part per a prendre una porció de morter, i d'altra part a aplanar-lo és a dir allisar el morter o el formigó, aplanant-lo. La plana s'utilitza per als treballs d'enguixat, d'emblanquinat i d'arrebossat, estenent el material sobre les superfícies a cobrir, allisant i comprimint la massa amb la vora de l'eina.
Existeix moltes menes de planes, amb claus o proveïdes d'una esponja per a realitzar diferents acabats de revestiments (ciment, guix, calç...), que siguin gratats, rentats o esponjats.
Amb la plana s'estén la calç i el guix amb facilitat i lleugeresa i serveix especialment per als enguixats i emblanquinats.

## Arrebossada
Per l'arrebossada es fa servir una plana de fusta, fregant en sentit circular fins que el ciment barrejat amb sorra quedi ben pla sobre la superfície a recobrir.